# Жерсон
Жерсон (порт. Gérson, нар. 11 січня 1941, Нітерой) — бразильський футболіст, що грав на позиції півзахисника. Виступав, зокрема, за клуби «Фламенгу» та «Ботафогу», а також національну збірну Бразилії. Дворазовий переможець Ліги Пауліста. У складі збірної — чемпіон світу.

## Клубна кар'єра
Народився 11 січня 1941 року в місті Нітерой. Вихованець футбольної школи клубу «Канто до Ріо».
У дорослому футболі дебютував 1959 року виступами за команду клубу «Фламенгу», в якій провів чотири сезони, взявши участь у 153 матчах чемпіонату. Більшість часу, проведеного у складі «Фламенгу», був основним гравцем команди. У складі «Фламенгу» був одним з головних бомбардирів команди, маючи середню результативність на рівні 0,52 голу за гру першості.
Своєю грою за цю команду привернув увагу представників тренерського штабу клубу «Ботафогу», до складу якого приєднався 1963 року. Відіграв за команду з Ріо-де-Жанейро наступні шість сезонів своєї ігрової кар'єри. Граючи у складі «Ботафогу» також здебільшого виходив на поле в основному складі команди. В новому клубі був серед найкращих голеодорів, відзначаючись забитим голом в середньому щонайменше у кожній третій грі чемпіонату.
Протягом 1969–1972 років захищав кольори команди клубу «Сан-Паулу». Завершив професійну ігрову кар'єру у клубі «Флуміненсе», за команду якого виступав протягом 1973–1977 років.

## Виступи за збірну
1961 року дебютував в офіційних матчах у складі національної збірної Бразилії. Протягом кар'єри у національній команді, яка тривала 12 років, провів у формі головної команди країни 70 матчів, забивши 14 голів.
У складі збірної був учасником чемпіонату світу 1966 року в Англії, чемпіонату світу 1970 року у Мексиці, здобувши того року титул чемпіона світу, забивши переможний гол.

## Титули і досягнення

### Чемпіонат
- Переможець Ліги Пауліста (2):

«Сан-Паулу»: 1970, 1971
- Переможець Ліги Каріока (3):

«Ботафогу»: 1967, 1968
«Флуміненсе»: 1973
- Переможець турніру Ріо—Сан-Паулу (3):

«Фламенгу»: 1961
«Ботафогу»: 1964, 1966
- Переможець кубку Бразилії (1):

«Ботафогу»: 1968

### Збірна
- Срібний призер Панамериканських ігор (1):

1959
- Чемпіон світу (1):

1970, автор переможного гола
- Кубок незалежності Бразилії (1):

1972